# Автошлях E583
E583, Європейський маршрут E583 — європейський автошлях, що бере свій початок у румунському Романі і закінчується в українському Житомирі. Довжина 544 кілометра, з яких 221 територією України.
E583 в Україні збігається з маршрутом міжнародної автомагістралі М21 (Житомир — Могилів-Подільський).

## Маршрут автошляху
Шлях проходить через такі міста:
- Румунія: Роман — Ясси
- Молдова: Бельці
- Україна: Могилів-Подільський — Вінниця — Житомир

Автошлях E583 проходить територією Румунії, Молдови та України.